# Óscar Grau
Óscar Vicente Grau Jordá (* 22. Juni 1979) ist ein spanischer Radrennfahrer.
Óscar Grau begann seine Karriere 2006 bei dem spanischen Continental Team Vina Magna-Cropu. Im Laufe seiner Laufbahn, die bis 2011 dauerte, konnte er insgesamt zwölf Siege erringen.

## Erfolge
2004
- eine Etappe Vuelta a Extremadura

2005
- eine Etappe Circuito Montañés

2006
- zwei Etappen Vuelta a Madrid
- eine Etappe Vuelta a Asturias

2009
- eine Etappe Circuito Montañés

## Teams
- 2006 Vina Magna-Cropu
- 2010 Burgos 2016-Castilla y León
- 2011 Burgos 2016-Castilla y León